# Sven Holm
Sven Holm (13 d'abril de 1940-11 de maig de 2019) fou un novel·lista i dramaturg danès. Holm es va graduar a l'escola Herlufsholm l'any 1958 i la seva primera col·lecció de contes, Den store fjende, es va publicar el 1961. L'any 1974, Holm va rebre el Gran Premi de l'Acadèmia Danesa. El 1991 li fou concedida la Medalla Holberg i el 2001 va ser nomenat membre de l'Acadèmia Danesa. Aquest mateix any va rebre el Premi de la Crítica Literària Danesa per la seva col·lecció de contes Kanten af himlen.

### Vida
Holm era fill de Vagn Holm, funcionari danès, i d'Else Schalburg. Va estudiar a la Universitat de Copenhaguen de 1960 a 1962 i va treballar com a tutor, bibliotecari, topògraf i en altres feines. Després va decidir treballar com a escriptor independent. El 1964 es va casar amb Sandra Margaretha Eriksson, matrimoni que va acabar en divorci el 1972. Se'l considerà un autor políticament compromès i va ser membre del PEN danès i de Det Danske Akademi des de 2001.

### Obra
Holm va debutar el 1961 amb la col·lecció de contes Den store Fjende («El gran enemic»). El relat que dona títol a l'obra tracta d'una església situada en un penya-segat al costat del mar, rosegada per les ones; hi descriu com l'església es va desintegrant i esfondrant a poc a poc, fins a acabar desapareixent al mar. La novel·la de ciència-ficció Termush, Atlanterhavskysten (1967, en català: Hotel Termush, 2024) tracta dels privilegiats supervivents d'una guerra nuclear que creuen estar fora de perill en una mena de búnquer de luxe.

## Obres seleccionades

### Prosa
- Den store fjende, llibre de contes (1961)
- Nedstyrtningen, llibre de contes (1963)
- Termush, Atlanterhavskysten, novel·la (1967; en català: Hotel Termush, Obscura Editorial, 2024, traducció de Maria Rossich)[5]
- Kanten af himlen («La vora del cel»), llibre de contes (2001)

### Teatre
- Syg og munter
- Den anden side af Krista X
- Hora. Henrys begravelse og andre fortællinger
- Struensee var her (1977)
- Schumanns Nat (2002)